# Almington
Almington – wieś w Anglii, w hrabstwie Staffordshire. Leży 25 km na północny zachód od miasta Stafford i 221 km na północny zachód od Londynu.